# Esther Hardy
Esther Hardy, née en 1960, est une actrice et dramaturge québécoise.

## Biographie
Détentrice d'un baccalauréat avec majeure en théâtre, Esther Hardy fait partie de la distribution de la pièce de théâtre Le Cheval blanc dans les années 2000. Ensuite, elle devient professeure de théâtre pour les enfants en 2002 et rédige ses premières pièces pour ses élèves. De 2005 à 2008, elle commence des études en écriture dramatique auprès de Gilles Philippe Pelletier. Depuis, elle a produit plus de trente-six pièces pour enfants de 5 à 12 ans ainsi que Dulcinée en 2008, une pièce pour adulte où elle incarne le premier rôle au Théâtre Prospéro.   
Elle poursuit ensuite sa carrière d'actrice en parallèle et elle cumule aujourd'hui plusieurs rôles au théâtre, au cinéma et à la télévision. Avec les années, elle multiplie les rôles dans des productions d'envergure, tels que les films Il était une fois Les Boys et Elvis Gratton 3 : Le retour d'Elvis Wong, ainsi que la série dramatique C'est comme ça que je t'aime.

## Œuvres

### Littérature

#### Pièces de théâtre
- Dulcinée, Montréal, 2008
- Viens jouer au théâtre, vol. 1, Montréal, Guérin éditeur, 2010 (ISBN 978-2-7601-7129-9)
- Viens jouer au théâtre, vol. 2, Montréal, Guérin éditeur, 2010 (ISBN 978-2-7601-7130-5)
- Viens jouer au théâtre, vol. 3, Montréal, Guérin éditeur, 2010 (ISBN 978-2-7601-7131-2)

#### Collectif
- Isabelle Doré, Marie Ouellet, Anne-Marie Cousineau, Louise Bombardier et Esther Hardy, Femmes en scène, Lachine, Pleine lune, 2018, 148 p. (ISBN 9782890244986)

### Filmographie

#### Cinéma
- 2004 : Elvis Gratton 3 : Le retour d'Elvis Wong de Pierre Falardeau et Julien Poulin : Fan
- 2011 : La vérité de Marc Bisaillon : Mme Deschamps
- 2011 : Marianne et Sophie de Elohim Sanchez : Gérante
- 2013 : Il était une fois les Boys de Richard Goudreau : Femme de Fred, 3e rôle
- 2021 : Le Serpent Vert : Princesse, 1er rôle (doublage)

#### Télévision
- 2014 : 30 vies : Mme Normandeau, 3e rôle parlant
- 2015 : Ruptures : Josée, 3e rôle
- 2015 : Paranormal (Légendes Urbaines) : Bibliothécaire, 1er rôle
- 2016 : Les Simones : Dame du café, 2e rôle
- 2018 : Unité 9, Saison 6-7 : Responsable de l'Atelier de couture, 3e rôle parlant
- 2019 : L'enfer c'est chez-nous : Mère de Manon, 3e rôle parlant
- 2020 : C’est comme ça que je t’aime de François Létourneau : Couple à la plage (Épisode 1)
- 2021 : Contre-Offre, Saison 2 : Gina Papazian, 3e rôle parlant

### Théâtre
- 2008 : Dulcinée : Dulcinée, 1er rôle
- 2012 : Théâtre sur la montagne : Louise De Ramezay, 1er rôle
- 2012 : Même jour même heure l'an prochain (lecture théâtralisée) : Lisa, 1er rôle